# 実験動物
実験動物（じっけんどうぶつ、Experimental Animals, Laboratory Animals）とは、狭義には実験、研究その他科学において利用するために合目的に生育している動物、動物実験に利用される動物のことである。ほかに試験、教育、生物学的製剤の製造に使われる。広義の意味では実験用動物とされ、家畜など産業用動物 (Domestic Animals) や、科学に利用される野生動物（Animals obtained from nature）を含めることもある。社会的には家畜、ペット (Pet)、伴侶動物 (Companion Animals) の次の位置づけとして「第三の家畜」と称することもある。なお、動物園、水族館など展示用動物は家畜ではない。
狭義の実験動物の種には、マウス、ラット、モルモット、スナネズミ、ハムスター、フェレット、ウサギ、イヌ、ミニブタがよく使われる。これら動物はある程度の遺伝学的な統御がされており、均質な遺伝的要件を備えていることから、動物実験に必要な再現性あるいは精度をある程度担保している。一般的な生物学的研究に使われる実験用の動物は、モデル動物とか、動物以外も含めモデル生物と呼ばれる。
メスはホルモンバランスの変化の大きさや妊娠など実験データの収集に影響を与える要素があるため、実験ではオスを使用するのが一般的であるが、このため薬効の性差による違いを見逃すなどの弊害も指摘されている。

## モデル動物
治療薬の研究・開発の際に用いられる病気のモデル動物は、医薬品などを投与し病気を再現することがある。
- 1型糖尿病： ストレプトゾシン(STZ)高用量
- 2型糖尿病： ストレプトゾシン(STZ)低用量
- パーキンソン病： MPP+（英語版）、MPTP、6-ヒドロキシドーパミン(6-OHDA)
- 統合失調症： ジゾシルピン(MK-801)、フェンサイクリジン(PCP)、ケタミン
- 自閉症： バルプロ酸ナトリウム(VPA)
- 認知症： スコポラミン（ヒヨスチン）
- うつ病： インターフェロン(IFN)

## 遺伝学的統御と微生物学的統御
遺伝要因は動物実験の成績に大きく影響するため、再現性を高めるために実験動物には高い遺伝子構成の同一性が求められる。代表的な実験動物であるマウス、ラットでは、現在、数多くの系統（Strain）が存在し、遺伝学的な統御の方法によって、近交系、クローズドコロニー（Closed colony）、交配種、ミュータント系（mutant strain）に分かれており、疾患モデル動物や遺伝子改変動物も多数作製されている。環境要因も動物実験の成績に大きく影響を与える。環境要因として微生物の存在は重要であり、微生物学的な統御方法により、清浄度の高い順に無菌動物、ノトバイオート、SPF動物（Specific Pathogen Free Animals）、クリーン動物およびコンベンショナル動物に分類される。

## 霊長類
ホモ・サピエンスに近いサル類（マーモセット、アカゲザル、カニクイザルなど）も使われている。
開発中の薬やワクチンを人に投与する前の段階に用いられる。

## その他動物
そのほかの実験用動物としての家畜および野生動物では、ネコ、ウシ、ウマ、ヒツジ、ヤギ、トリ類（ニワトリ、ウズラなど）、ツメガエル、メダカ、カイコ、ショウジョウバエ、ゴキブリなど多岐に渡り、実験の目的・用途により使い分けられている。ただし、これら動物は上述した遺伝学的統御や微生物学的統御は殆んどされていない。

## マウスは有効か
炎症時に働く遺伝子がヒトとマウスではばらばらであるという論文が、2013年の『米国科学アカデミー紀要』 (PNAS) に掲載され、アメリカ国立衛生研究所（NIH）のコリンズ所長が支持する意見を発表した。それに対し、生理学研究所特任准教授の高雄啓三（当時、現・富山大学教授）と藤田保健衛生大学（現・藤田医科大学）教授の宮川剛は2014年8月の PNAS にマウスが有効であるという反論を掲載した。

## 動物愛護と法規制
日本においても実験動物の使用には動物の愛護及び管理に関する法律（動物愛護管理法。ただし、同法に規定する動物取扱業の対象からは除外されている）、実験動物の飼養及び保管等に関する基準など厳格な法規制のもと、動物愛護・福祉の思想に立脚した飼育および実験の実施が要求されている。すなわち3Rの遵守が大原則となり、社会的な趨勢もこれを後押ししている。それぞれの研究機関でも倫理調査を行う部署が内部に設けられ、問題ある実験が行われていないか調べている。
世界獣医学協会（WVA）は実験動物の動物福祉として次の5つの自由を提示した。
1. 飢えおよび渇きからの開放
2. 肉体的不快感および苦痛の開放
3. 傷害および疾病からの開放
4. 恐怖および精神的苦痛からの開放
5. 本来の行動様式に従う自由

## 除脳動物
大脳を除去、もしくは脳幹部を特定部位で切断した実験動物を広義に除脳動物（英：decerebrate animal、独：Enthirnungstier）といい、それぞれの脱落症状から除去脳もしくは切断面以上の中枢を機能解析する。また切断面より下位の中枢が上位の中枢の影響を受けなくなるため、下位神経系の機能解析にも使われる。
切断部位により間脳動物（大脳 - 間脳間）、中脳動物（間脳 - 中脳間）、延髄動物（中脳 - 延髄間）、脊髄動物（延髄 - 脊髄間）に分けられるが、このうち特に中脳の上丘と下丘の間で切断した中脳動物を指して除脳動物ということが多い。大脳の作用が消失するため、自発行動を欠くが、脳幹の大部分の機能と脊髄反射は保たれる。

### 間脳動物
大脳と間脳の間で脳幹を切断した動物、もしくは間脳より前方の大脳皮質と大脳基底核を除去した動物をいう。ほぼ正常な姿勢を維持し、姿勢反射の大部分と他の反射が残され、栄養、体温調節の機能、運動能力がある。学習能力は失われるため、特定の行動様式となる。

### 中脳動物
中脳動物（英：mesencephalic animal、独：Mittelhirntier）は、間脳と中脳の間で脳幹を切断した動物をいう。中脳の上丘と下丘の間で切断すると除脳固縮（γ固縮 γ-rigidity、除脳硬直）の姿勢をとる。自発行動、体温調節機能は失われるが、ほとんどの反射は保たれ、体平衡、姿勢、運動機能、眼球運動、瞳孔反射は保持される。上丘前縁と乳頭体後縁を結ぶ線を切断した除脳ネコは四肢の筋緊張を適度に保持し、下丘腹側の楔状核に微小電気刺激を与えるとトレッドミル上で四足歩行が認められる。
上丘下丘間で切断した中脳動物は除脳固縮の姿勢をとるが、別の部位で切断した場合にはこの固縮が現れないこともある。脳幹においては脊髄運動ニューロンに対して促進系と抑制系があり下位中枢を一定のバランスを保持して制御するが、固縮の出現に有無があるのは除脳の程度によってこのバランスの状態に差があるためである。

### 脊髄動物
脊髄動物は、生理実験において脳の影響を除外し、特に脊髄反射の詳細を解析するために延髄と脊髄の間、通常は後頭骨と第1頸椎の間で脊髄を切断した動物をいう。自発呼吸、体温調節の機能が失われ、生命維持には人工呼吸、保温などが必要となる。
この他、大脳皮質を除去した動物は除皮質動物という。